# Amalda scopuloceti
Amalda scopuloceti is een slakkensoort uit de familie van de Olividae. De wetenschappelijke naam van de soort is voor het eerst geldig gepubliceerd in 1993 door Kilburn.